# Suite für Violine mit Pianofortebegleitung
Suite für Violine mit Pianofortebegleitung is een compositie van Christian Sinding. Het werk is echter (relatief) bekender onder de titel Suite in a mineur, Suite im alten Stil en Suite i gammel stil. Sinding schreef de drie delen voor viool en piano gedurende de jaren 1886 en 1887. De eerste uitvoering vond plaats in een woning aan de Härtelstrasse te Leipzig. Daar was een aantal componisten bij de familie Grieg aanwezig ter viering van de kerstdagen. Aanwezig waren drie van de toen bekendste Noorse componisten en één uit het Verenigd Koninkrijk, die verzot was op Noorwegen. Rond de piano zaten Edvard Grieg met zijn vrouw Nina, violist/componist/dirigent Johan Halvorsen, Christian Sinding en Frederick Delius. Sinding (nu eens achter de piano) en Halvorsen speelden de muziek op 24 december 1887 en Grieg kon zijn enthousiasme nauwelijks bedwingen. Hij schreef er over in een brief gedateerd  25 december aan zijn vriend Frants Beyer.
De eerste echte uitvoering was weggelegd voor Adolf Brodsky, het stuk bevond zich toen  in Leipzig; het werd in maart 1888 gespeeld in het Gewandhaus.
Het werk kent drie delen:
1. Presto
2. Adagio
3. Tempo giusto

De muziek grijpt terug op de muziek van Johann Sebastian Bach, maar is in de romantische stijl. Sinding was gedurende zijn muzikale leven niet echt een vernieuwer.
In 1906 orkestreerde Sinding zijn suite voor: 
- solist
- 2 dwarsfluiten, 2 hobo’s, 2 klarinetten, 2 fagotten
- 2 hoorns
- 1 harpen
- violen, altviolen, celli, contrabassen

## Discografie
Er zijn diverse opnamen beschikbaar onder andere van maestroviolisten Itzhak Perlman en Jascha Heifetz (beiden de orkestversie)